# Lindrit Kamberi
Lindrit Kamberi (Zurigo, 7 ottobre 1999) è un calciatore svizzero, difensore dello Zurigo.

## Carriera

### Club
Cresciuto nel settore giovanile dello Zurigo, nel 2019 passa in prestito al Wil, in seconda divisione, che lo fa esordire tra i professionisti. L'anno successivo, viene ceduto in prestito al Winterthur, sempre in seconda divisione, ma nel marzo 2021 fa rientro alla base. Il 25 aprile successivo ha esordito in prima squadra, in occasione dell'incontro di Super League perso per 3-1 contro il Lucerna. Il 18 dicembre successivo ha realizzato la sua prima rete in campionato, nell'incontro vinto per 3-1 contro il San Gallo.

### Nazionale
Ha giocato nelle nazionali giovanili svizzere Under-18 ed Under-20.

## Statistiche

### Presenze e reti nei club
Statistiche aggiornate al 12 settembre 2022.
| Stagione        | Squadra         | Campionato      | Campionato | Campionato | Coppe nazionali | Coppe nazionali | Coppe nazionali | Coppe continentali | Coppe continentali | Coppe continentali | Altre coppe | Altre coppe | Altre coppe | Totale | Totale |
| Stagione        | Squadra         | Comp            | Pres       | Reti       | Comp            | Pres            | Reti            | Comp               | Pres               | Reti               | Comp        | Pres        | Reti        | Pres   | Reti   |
| --------------- | --------------- | --------------- | ---------- | ---------- | --------------- | --------------- | --------------- | ------------------ | ------------------ | ------------------ | ----------- | ----------- | ----------- | ------ | ------ |
| 2019-2020       | Wil             | ChL             | 33         | 0          | CS              | 2               | 0               |                    | -                  | -                  |             | -           | -           | 35     | 0      |
| 2020-mar. 2021  | Winterthur      | ChL             | 26         | 1          | CS              | 2               | 0               |                    | -                  | -                  |             | -           | -           | 28     | 1      |
| mar.-giu. 2021  | Zurigo          | ASL             | 6          | 0          | CS              | -               | -               |                    | -                  | -                  |             | -           | -           | 6      | 0      |
| 2021-2022       | Zurigo          | ASL             | 13         | 1          | CS              | 0               | 0               |                    | -                  | -                  |             | -           | -           | 13     | 1      |
| 2022-2023       | Zurigo          | ASL             | 6          | 0          | CS              | 1               | 0               | UCL+UEL            | 2+3                | 1+0                |             | -           | -           | 12     | 1      |
| Totale carriera | Totale carriera | Totale carriera | 84         | 2          |                 | 5               | 0               |                    | 5                  | 1                  |             | -           | -           | 94     | 3      |

## Palmarès

### Club

#### Competizioni nazionali
- Campionato svizzero: 1

Zurigo: 2021-2022